# カトレヤプラザ伊勢佐木
カトレヤプラザ伊勢佐木（カトレヤプラザいせざき、英: Cattleya plaza ISEZAKI）は、神奈川県横浜市中区伊勢佐木町1丁目にあるショッピングセンター。横浜松坂屋跡地に開業した。J.フロントリテイリンググループのパルコが運営している。

## 概要
横浜松坂屋に似せたアール・デコ調の外観としたほか、エレベーターのアナログ時計式階数表示機の設置やエスカレーター横の装飾再現など、野澤屋から横浜松坂屋時代の建物の雰囲気の一部を再現した建物となっており、2012年（平成24年）2月8日に開業した。
施設名のカトレヤは、松坂屋のシンボルフラワーであるカトレヤから名付けられた。
店舗周辺1kmの小商圏・地元密着型のライフスタイルセンターを標榜し、横浜名物「シウマイ弁当」で知られる「崎陽軒」や「ありあけハーバーズムーン」「勝烈庵」など、元々横浜松坂屋で営業していた店舗を中心に23点舗が入居している。
伊勢佐木長者町駅近くの一等地に立地。なお、上島珈琲店が1階57席で2011年12月23日に先行オープンしていた。
ゆずが旧横浜松坂屋前でストリートライブを行ったことで有名なため、店内で彼らのメッセージビデオが流されたほか、写真展が開催されたこともある。

## 主なテナント
- もとまちユニオン[13]（新鮮イセザキ市場）
- 九州屋[14]（新鮮イセザキ市場）
- トモズ[15]
- サーティーワンアイスクリーム[16]
- 崎陽軒[17]
- 勝烈庵[18]
- ほけんの窓口[19]
- ポンパドウル[20]
- ユニクロ[21]
- ジーユー[22]
- ダイソー[23]
- カーブス[24]

## 交通アクセス
- 鉄道：JR京浜東北線・根岸線・関内駅北口より徒歩約5分[25]
- 鉄道：横浜市営地下鉄ブルーライン・関内駅出口6よりマリナード地下街を通り徒歩約5分[25]
- バス：横浜市営バス・関内駅北口
- 駐車場：公式ホームページ参照[25]。
- 最寄IC：首都高速神奈川1号横羽線・横浜公園出入口